# Fontana Livio de Carolis

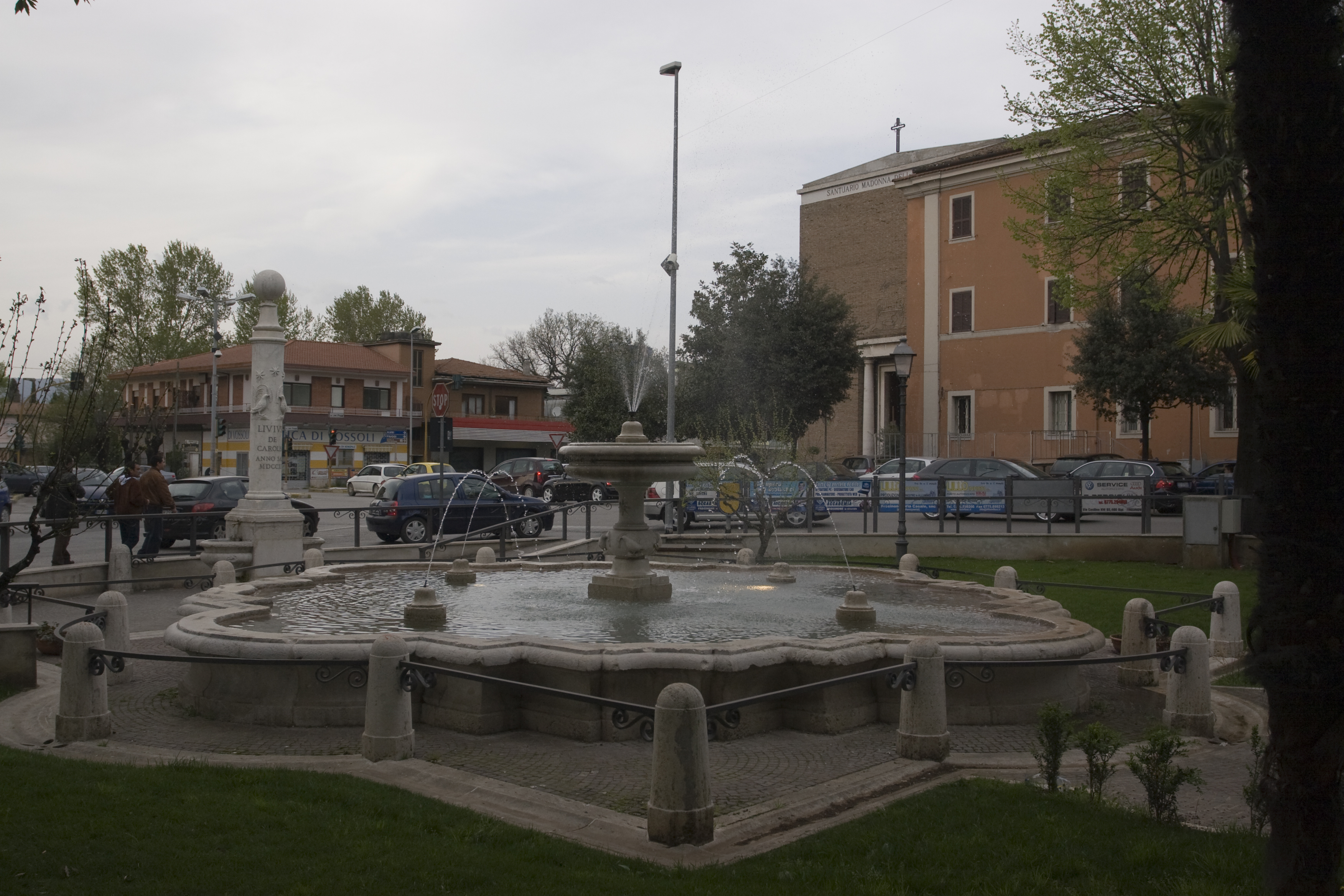
La Fontana Livio de Carolis

La fontana Livio de Carolis è una fontana monumentale della città di Frosinone. Si trova in Piazza della Madonna della Neve.

## Genesi dell'opera

La fontana in una fotografia di inizio Novecento

La fontana è attribuita all'architetto e incisore Alessandro Specchi, noto come autore, assieme all'architetto Francesco De Sanctis, della celebre scalinata di Trinità dei Monti a Roma. Specchi progettò la fontana nel 1711, nelle immediate vicinanze del preesistente Santuario della Madonna della Neve, per volere di Livio de Carolis, marchese di Prossedi e Generale delle Poste pontificie. Questi commissionò allo Specchi anche un grande palazzo in via del Corso a Roma, noto come Palazzo De Carolis. La realizzazione della fontana fu resa possibile grazie all'acquedotto donato alla città dalla famiglia Molella.

## Descrizione
La fontana è costituita da una grande vasca con bacino quadrilobato, al centro della quale si eleva una tazza con zampillo. Dall'acqua emergono quattro colonnine con cannelle rivolte verso la tazza. Ai lati della vasca sono erette due colonne sormontate da sfere marmoree. Le colonne hanno il fusto scolpito con raffigurazioni di colombi nell'atto di beccare delle spighe di grano, e sono poste su basamenti quadrangolari che presentano ognuno due vaschette con relative cannelle.
Due colonne sormontate da sfere, in forma più semplice (con il fusto non scolpito ma liscio, e prive di vaschette e basamento), sono presenti anche in una precedente opera dello Specchi, la fontana Clementina o dei Navigatori.

La fontana con il Santuario della Madonna della Neve nell'originario scenario rurale

In passato la fontana si trovava, con il vicino santuario, in un contesto rurale, e veniva normalmente utilizzata dalla popolazione della zona come abbeveratoio per gli animali. Nel corso del Novecento con l'espansione di Frosinone il contesto è radicalmente cambiato, con l'urbanizzazione della piazza della Madonna della Neve, ma intorno alla fontana è stata realizzata un'area verde alberata.
Nel 2007 la fontana monumentale è stata sottoposta a un restauro conservativo, voluto dall'amministrazione comunale, con la contestuale realizzazione di un sistema di ricircolo dell'acqua per il risparmio idrico, l'installazione di paline informative sulla storia del monumento e la riqualificazione dell'area verde circostante.